# Fulmekiola serrata
Fulmekiola serrata (лат.) — вид трипсов, единственный в составе рода Fulmekiola Karny, 1925 из семейства Thripidae (Thysanoptera).

## Распространение
Родом из юго-восточной Азии, где он широко распространён, этот трипс завезён в Карибский бассейн, а также в Южную Африку.

## Описание
Мелкие насекомые с четырьмя бахромчатыми крыльями. Самка макроптерная. Голова стройная; нижнечелюстные пальпы 3-сегментные; глаза без пигментных фасеток; глазные волоски I отсутствуют; волоски II длиннее волосков III; четыре или пять пар заднеглазничных волосков. Антенны 7-сегментные; сегмент I без парных дорсо-апикальных волосков, III и IV с вильчатыми конусами чувств, III—VI с некоторыми микротрихиями на обеих поверхностях. Пронотум с двумя парами длинных постероангулярных волосков; три пары постеромаргинальных волосков. Мезонотум со срединной парой волосков далеко от заднего края. Метанотум с продольными полосами; срединная пара волосков за передним краем. Первая жилка переднего крыла с длинным промежутком в ряду волосков, семью или восемью базальными и тремя дистальными волосками; вторая жилка со многими волосками, расположенными на равном расстоянии; клавус с пятью жилковыми и одним дискальным волосками; реснички заднемаргинальной каймы волнистые. Простернальные ферны целые; базантры мембранозные, без волосков; простернальный край широкий и поперечный. Мезостернум с полными стерноплевральными швами; эндофурка без спинулы. Метастернальная эндофурка без спинулы. Лапки 2-сегментные. Тергиты I—VIII с краспедой из длинных заостренных зубцов, но обычно слабее медиально; тергиты V—VIII с парными ктенидиями, на VIII заднемедиальнее дыхальца; IX с хорошо развитыми MD волосками, присутствуют две пары кампановидных сенсилл; X со срединным расщеплением полным. Стерниты без дискальных волосков; II—VII с краспедой из длинных заострённых зубцов, но не медиально на VII; III—VII с тремя парами постеромаргинальных волосков, II с двумя парами; стернит VII с S1 волосками перед задним краем; латеротергиты без дискальных волосков, с краспедой, сходной с таковой на тергитах. Самцы сходны с самками; стерниты III—VII каждый с поровой пластинкой. Размножается на листьях сахарного тростника (Saccharum), к которому, возможно, специфичен как хозяин.

## Классификация
В подсемействе Thripinae относится к родовой группе Thrips. Единственный вид, включенный в род, близок к роду Stenchaetothrips, трипсами специфичными для злаков. Однако тергиты и стерниты имеют отличительные постеромаргинальные краспеды с длинными заостренными зубцами.